# 1994 год в литературе

## Премии

### Международные
- Нобелевская премия по литературе —  Кэндзабуро Оэ, «За то, что он с поэтической силой сотворил воображаемый мир, в котором реальность и миф, объединяясь, представляют тревожную картину сегодняшних человеческих невзгод»[1].
- Премия Агаты — Шэрин Маккрамб,  «She Walks These Hills».
- Всемирная премия фэнтези за лучший роман — Льюис Шайнер, «Glimpses».
- Всемирная премия фэнтези за лучшую повесть — Терри Лэмсли, «Under the Crust».
- Всемирная премия фэнтези за лучший рассказ — Фрэд Чаппелл, «The Lodger».
- Нейштадтская литературная премия — Камау Брейтуэйт[2].
- Премия «Хьюго» за лучшую повесть — Гарри Тертлдав, «В низине» (англ. Down in the Bottomlands)[3].
- Премия «Хьюго» за лучший роман — Ким Стэнли Робинсон, «Зелёный Марс» (англ. Green Mars)[3].
- Премия «Хьюго» за лучший рассказ — Конни Уиллис, «Смерть на Ниле» (англ. Death on the Nile)[3].

### Австрия
- Австрийская государственная премия по европейской литературе — Ингер Кристенсен.
- Премия Эриха Фрида — Йорг Штайнер.

### Великобритания
- Букеровская премия — Джеймс Келман, «До чего ж оно всё запоздало» (англ. How late it was, how late)[4].
- Премия Сомерсета Моэма:

1. Джеки Кей, «Other Lovers».
2. Филип Мардсен, «Crossing Place».

### Испания
- Премия Сервантеса — Марио Варгас Льоса.
- Премия принцессы Астурийской — Карлос Фуэнтес[5].

### Норвегия
- Премия Ибсена — Эва Севальдсон, «Framtida er avlyst».
- Премия Браги:
  - почётная премия — поэтесса Халдис Мурен Весос.
  - беллетристика —  Сигмунд Мьельве,  сборник стихотворений «Område aldri fastlagt».
  - за детскую литературу — Клаус Хагерюп, «Маркус и Диана» (норв. Markus og Diana. Lyset fra Sirius).
  - за документальную прозу —  Эйнар-Арне Дривенес, Марит Анне Хёуан, Хельге Вольд, «Nordnorsk kulturhistorie».

### Россия
- Русский Букер — Булат Окуджава, «Упразднённый театр».
- Премия Андрея Белого — категория поэзия — Шамшад Абдуллаев.
- Литературная премия имени Александра Беляева:
  - Владимир Михайлов (за фантастическую трилогию «Капитан Ульдемир»)
  - Андрей Лазарчук (за сборник фантастических повестей и рассказов «Священный месяц Ринь»)
  - Александр Щербаков (за перевод фантастического романа Роберта Хайнлайна «Луна жёстко стелет»; посмертно)
  - Лев Минц (за научно-художественную книгу «Индейская книга»)
  - Юлий Данилов (за перевод научно-художественной книги Георгия (Джорджа) Гамова «Приключения мистера Томпкинса»)
  - Издательство «Северо-Запад» (за серию книг отечественных фантастов).

### США
- Премия Эдгара Аллана По:
  - за лучший роман — Минет Уолтерс, «The Sculptress»[6].
  - за лучший первый роман американского писателя — Лори Кинг, «A Grave Talent»[7].
- Пулитцеровская премия за художественную книгу —  Энни Пру, «Корабельные новости» (англ. The Shipping News)[8].
- Пулитцеровская премия за лучшую драму — Эдвард Олби, «Три высокие женщины» (англ. Three Tall Women)[9].
- Пулитцеровская премия за поэзию — Юсеф Комунякаа, «Неоновое просторечие: новые и избранные стихотворения» (англ. Neon Vernacular: New and Selected Poems)[10].

### Швеция
- Литературная премия Шведской академии — Ингер Кристенсен[11].

### Франция
- Гонкуровская премия — Дидье Ван Ковелер, «Путь в один конец» (фр. Un aller simple)[12].
- Премия Ренодо — Guillaume Le Touze, «Comme ton père».
- Премия Фемина — Оливье Ролен, роман «Порт-Судан».
  - премия Фемина зарубежному автору — Роуз Тремейн, «Священная земля».
- Премия Фенеона — не вручалась.
- Премия Медичи:
  - номинация за роман — Ив Берже, «Immobile dans le courant du fleuve».
  - номинация за лучшее зарубежное произведение — Роберт Шнайдер, «Сестра сна».
  - номинация за эссеистику — Жером Гарсен, «Для Жана Прево» (фр. Pour Jean Prévost).

## Книги

### Романы
- «Бессонница» (англ. Insomnia) — роман Стивена Кинга.
- «До чего ж оно всё запоздало» (англ. How late it was, how late) — роман Джеймса Келмана.
- «Жизнь после Бога» (англ. Life After God) — роман Дугласа Коупленда.
- «Интересные времена» (англ. Interesting Times) — фэнтези Терри Пратчетта.
- «Информаторы» (англ. The Informers) — роман Брета Истона Эллиса.
- «Остров накануне» (итал. L'isola del giorno prima) — роман Умберто Эко.
- «Роковая музыка» (англ. Soul Music) — фэнтези Терри Пратчетта.
- «Талтос» (англ. Taltos) — роман Энн Райс.

### Малая проза
- «Кавказский пленный» — рассказ Владимира Маканина.

## Умерли
- 30 января — Пьер Буль, французский писатель (родился в 1912).
- 6 февраля — Джек Кирби, американский писатель, художник и редактор комиксов (родился в 1917).
- 11 февраля — Пол Карл Фейерабенд, австрийский и американский учёный, философ, методолог науки (родился в 1924).
- 18 февраля — Амир Хамза Шинвари, пакистанский писатель, поэт, сценарист, драматург (родился в 1907).
- 20 февраля — Ролф Якобсен, норвежский поэт и журналист (родился в 1907 году).
- 9 марта — Чарльз Буковски, американский писатель и поэт (родился в 1920).
- 28 марта — Эжен Ионеско, французский драматург (родился в 1909).
- 16 апреля — Ральф Эллисон, афроамериканский писатель, литературный критик и литературовед (родился в 1914).
- 30 мая — Хуан Карлос Онетти, уругвайский писатель (родился в 1909).
- 7 сентября — Джеймс Клавелл, американский писатель и сценарист (родился в 1924).
- 10 сентября — Долматовский, Евгений Аронович, русский советский поэт, автор слов многих известных песен (родился в 1915).
- 24 сентября – Отто Фридрих Вальтер, швейцарский писатель
- 12 ноября — Майкл Иннес, английский (шотландский) писатель, переводчик, историк литературы (родился в 1906).
- 25 ноября — Анаит Секоян, советская армянская писательница, сценарист, журналист (родилась в 1922).
- 24 декабря — Джон Осборн, английский драматург и сценарист (родился в 1929).